# Алгоритм Мамдані
Алгоритм Мамдані — алгоритм нечіткого логічного виводу по базі знань (базі правил). Отримав назву від імені англійського математика Ебрахіма Мамдані (Ebrahim Mamdani), який запропонував його 1974 року.
Алгоритм використовується переважно в задачах нечіткого моделювання, де дозволяє значно зменшити обсяги обчислень.[джерело?]

## Означення
Формується в предметній області у вигляді нечітких предикатних правил виду:
П1: якщо x є A1, тоді z є B1,
П2: якщо x є A2, тоді z є B2,
. . . . . . . . . .
Пn: якщо x є An, тоді z є Bn,
Де х — вхідна змінна(ім'я для відомих значень даних), z — змінна виводу(ім'я для значення даних, яке буде обчислене). Ai та Bi — нечіткі множини, визначені на X та Z відповідно за допомогою функції приналежності та (z).

## Математичне трактування
У представленій ситуації даних вивід у формі алгоритму Мамдані математично можна представити наступним чином.
1. Введення нечіткості (fuzzification): для заданого(чіткого) значення аргументу х = х0 знаходяться степені істинності для передумов кожного правила аі = (х0).
2. Нечіткий вивід: знаходиться рівні відсічення для передумов кожного з правил (з використання правила мінімуму):
{\displaystyle \alpha _{1}=A1(x0)\land B1(y0)}
{\displaystyle \alpha _{2}=A2(x0)\land B2(y0)}
де через {\displaystyle \land } позначено операцію логічного мінімуму.
Потім знаходяться усічені функції належності:
{\displaystyle C_{1}'(z)=(\alpha _{1}\land C_{1}(z))}
{\displaystyle C_{2}'(z)=(\alpha _{2}\land C_{2}(z))}
3. Композиція: з використанням операції max (позначеної як {\displaystyle \lor }) виконується об'єднання знайдених усічених функцій, що приводить до отримання підсумкової нечіткої підмножини для змінної виходу з функцією належності.
{\displaystyle M(z)=C(z)=C_{1}'(z)\lor C_{2}'(z)=(\alpha 1\land C_{1}(z))\lor (\alpha _{2}\land C_{2}(z))}
Реалізація
```
private
 
List
<
UnionOfFuzzySets
>
 
accumulation
(
List
<
ActivatedFuzzySet
>
 
activatedFuzzySets
)
 
{

     
List
<
UnionOfFuzzySets
>
 
unionsOfFuzzySets
 
=
 

         
new
 
ArrayList
<
UnionOfFuzzySets
>
(
numberOfOutputVariables
);

     
for
 
(
Rule
 
rule
 
:
 
rules
)
 
{

         
for
 
(
Conclusion
 
conclusion
 
:
 
rule
.
getConclusions
())
 
{

             
int
 
id
 
=
 
conclusion
.
getVariable
().
getId
();

             
unionsOfFuzzySets
.
get
(
id
).
addFuzzySet
(
activatedFuzzySets
.
get
(
id
));

         
}

     
}

     
return
 
unionsOfFuzzySets
;

 
}

private
 
double
 
getMaxValue
(
double
 
x
)
 
{

     
double
 
result
 
=
 
0.0
;

     
for
 
(
FuzzySet
 
fuzzySet
 
:
 
fuzzySets
)
 
{

         
result
 
=
 
Math
.
max
(
result
,
 
fuzzySet
.
getValue
(
x
));

     
}

     
return
 
result
;

 
}

```

4. Приведення до чіткості (для знаходження z0) виконується центроїдним методом (як центр тяжіння для кривої функції належності):
{\displaystyle z0={\int _{min}^{max}z*M(z)\,dz \over \int _{min}^{max}M(z)\,dz}}
Реалізація
```
private
 
double
[]
 
defuzzification
(
List
<
UnionOfFuzzySets
>
 
unionsOfFuzzySets
)
 
{

     
double
[]
 
y
 
=
 
new
 
double
[
numberOfOutputVariables
]
;

     
for
(
int
 
i
 
=
 
0
;
 
i
 
<
 
numberOfOutputVariables
;
 
i
++
)
 
{

         
double
 
i1
 
=
 
integral
(
unionsOfFuzzySets
.
get
(
i
),
 
true
);

         
double
 
i2
 
=
 
integral
(
unionsOfFuzzySets
.
get
(
i
),
 
false
);

         
y
[
i
]
 
=
 
i1
 
/
 
i2
;

     
}

     
return
 
y
;

 
}

```

## Приклад даного правила
якщо x — низько, то z — високо.
Механізм нечіткого виводу при апроксимації функції z(x) можна представити у вигляді:
Передумова:
П1: якщо x є A1, тоді z є B1,
П2: якщо x є A2, тоді z є B2,
. . . . . . . . . .
Пn: якщо x є An, тоді z є Bn,
Факт: x є A
Наслідок: z є B

## Реалізації
Алгоритм Мамдані реалізовано в пакетах Fuzzy Logic Toolbox (розширення для MATLAB), fuzzyTECH та інших.